# Tvytjärnarna (Enångers socken, Hälsingland, 681666-156241)
Tvytjärnarna är en sjö i Hudiksvalls kommun i Hälsingland och ingår i Nianån-Norralaåns kustområde. Sjön har en area på 0,0554 kvadratkilometer och ligger 57,9 meter över havet.

## Delavrinningsområde
Tvytjärnarna ingår i det delavrinningsområde (681648-156196) som SMHI kallar för Inloppet i Övergråssjön. Medelhöjden är 63 meter över havet och ytan är 3,49 kvadratkilometer. Det finns inga avrinningsområden uppströms utan avrinningsområdet är högsta punkten. Avrinningsområdets utflöde mynnar i havet. Avrinningsområdet består mestadels av skog (73 procent) och sankmarker (19 procent). Avrinningsområdet har 0,13 kvadratkilometer vattenytor vilket ger det en sjöprocent på 3,8 procent.